# Mungyeong
Mungyeong (kor.: 문경시, Mungyeong-si) ist eine Stadt in der Provinz Gyeongsangbuk-do in Südkorea. Die Stadt hatte eine Fläche von 911,73 km² und eine Bevölkerung von 72.924 Einwohnern im Jahr 2019. Die lokale Regierung, die Wirtschaft und die Verkehrsnetze konzentrieren sich alle in Jeomchon, dem Hauptteil der Stadt. Mungyeong hat eine lange Geschichte und ist heute für seine verschiedenen historischen und landschaftlichen Touristenattraktionen bekannt. Der Name der Stadt bedeutet in etwa „gute Nachrichten hören“.

## Geschichte
Es wird angenommen, dass das Gebiet Mungyeong während der Samhan-Periode von verschiedenen Staaten kontrolliert wurde. Der Jinhan-Staat Geungi-guk befand sich möglicherweise in der Nähe von Sanyang-myeon. Byeonhan-Staaten wie Sabeol-guk und Gosunsi-guk, die wahrscheinlich das Hamchang-Gebiet von Sangju kontrollierten, könnten ihre Kontrolle auch auf angrenzende Gebiete ausgedehnt haben, die heute Teil von Mungyeong sind. Dieses Stadium der Lokalgeschichte ist jedoch fast vollständig hypothetisch, da nur sehr wenige Beweise jeglicher Art übrig geblieben sind.
Jedenfalls kontrollierte die aufstrebende Macht von Silla das Gebiet bis 505. Silla nutzte das strategische Potenzial des Territoriums und errichtete in dem Gebiet verschiedene Bergfestungen, um die Bewegungen in und aus Westkorea zu kontrollieren. Die Kontrolle des Transits durch das Gebiet hätte nach der 553 Einnahme des Han-Flusstals auf der Westseite der Berge durch Silla noch mehr an Bedeutung gewonnen. Zu dieser Zeit war der niedrige Haneuljae-Pass in der Nähe des Poam-Berges wahrscheinlich die bevorzugte Durchquerung, im Gegensatz zum höheren Mungyeong-Saejae-Pass, der in der Joseon-Periode begünstigt wurde.
Als Silla im Jahre 757 unter Königin Seongdeok seine Verwaltungsstruktur neu organisierte, wurde das Gebiet Mungyeong Sangju unterstellt und auf verschiedene Hyon oder Ortsbezirke aufgeteilt. Während dieser Zeit des vereinigten Silla wurde in der Nähe von Haneuljae im heutigen Mungyeong-eup der Tempel von Gwaneumsa errichtet, von dem bis auf wenige Spuren alles verschwunden ist.
In der frühen Goryeo-Periode, im Jahr 983, reorganisierte König Seongjong die Kommunalverwaltung ein weiteres Mal. Der größte Teil von Mungyeong blieb unter der zentralen Gerichtsbarkeit von Sangju in verschiedene Hyon aufgeteilt. Im Jahr 1390 taucht Mungyeong-gun (Kreis Mungyeong) in den Aufzeichnungen auf, wenn auch nicht mit seinen heutigen Grenzen.
In der späteren Joseon-Zeit wurde die Straße von Seoul nach Busan angelegt, die über Mungyeong Saejae verläuft. Ab dem 18. Jahrhundert wurden an der Straße Tore errichtet, um den Verkehr zu kontrollieren und Reisende vor Überfällen zu schützen. Diese Tore sind noch heute erhalten.
Die ersten Eisenbahnen wurden während der japanischen Besatzungszeit in diesem Gebiet gebaut. Die Station Jeomchon wurde am 25. Dezember 1924 eröffnet. Das Tempo der Rohstoffgewinnung beschleunigte sich jedoch erst in der Nachkriegszeit unter der ersten südkoreanischen Regierung unter der Führung von Rhee Syng-man erheblich. Der Bau der Gaeun-Linie mit dem Ziel, den Zugang zu den Kohlevorkommen um Gaeun zu verbessern, begann am 18. Januar 1953 noch vor dem offiziellen Ende des Koreakrieges (die Linie wurde 1955 fertiggestellt).
Die lokale Selbstverwaltung wurde in den ersten Jahren der Republik Korea eingerichtet, nach dem Militärputsch von 1961 jedoch abrupt aufgehoben. Nach dem Ende der Militärdiktatur wurde 1991 die lokale repräsentative Regierung wieder eingesetzt. Damals wurde das heutige Gebiet von Mungyeong zwischen der Stadt Jeomchon und dem Landkreis Mungyeong aufgeteilt. Die Stadt erhielt ihre heutigen Grenzen am 1. Januar 1995, als die beiden früheren Einheiten zur Stadt Mungyeong zusammengelegt wurden.

## Wirtschaft
Die Wirtschaft von Mungyeong basierte während eines Großteils des 20. Jahrhunderts auf dem Kohlebergbau. Die Bergwerke wurden jedoch in den 1980er Jahren geschlossen, und seitdem hat sich die Stadtregierung auf die Entwicklung des Tourismus, der Landwirtschaft und der Leichtindustrie in der Region konzentriert.
Aufgrund seiner gebirgigen Beschaffenheit ist der größte Teil des Landes von Mungyeong (etwa 75 %) für die Landwirtschaft ungeeignet. Gleichwohl spielt der Agrarsektor auch in der lokalen Wirtschaft weiterhin eine wichtige Rolle. Einige lokale Produkte werden direkt in der Region verkauft, der größte Teil wird jedoch in die großen städtischen Zentren Südkoreas exportiert. Der Obstanbau, insbesondere der Apfelanbau, spielt eine wichtige Rolle.
Die lokale Regierung hat verschiedene Institutionen zur Förderung der landwirtschaftlichen und industriellen Entwicklung eingerichtet, darunter "agro-industrielle Komplexe", die um die ländlichen Bezirke herum angesiedelt sind. Diese Bemühungen waren mit einigem Erfolg verbunden, da beispielsweise die Anbaufläche für Obstgärten Ende der 1990er Jahre erheblich ausgeweitet wurde.

## Sehenswürdigkeiten
In der gesamten Stadt Mungyeong wurde für zahlreiche Touristenattraktionen geworben. Die bei weitem bekannteste der Stadt ist der Mungyeong Saejae, der Bergpass, an dem die alte Straße von Busan nach Seoul über das Sobaek-Gebirge und aus der Region Gyeongsangbuk-do heraus führte. Die drei Tore, die den Verkehr auf dieser Straße kontrollierten, werden heute als Touristenattraktionen erhalten.
Der Songnisan-Nationalpark befindet sich zu Teilen auf dem Stadtgebiet.